# Tinkoff (wielerploeg)
Tinkoff was een Russische wielerploeg die sinds 25 juni 2012 werd gesponsord door Tinkoff. Van 2009 tot en met 2014 was ook Saxo Bank sponsor. Saxo Bank stond onder leiding van Bjarne Riis (winnaar van de Ronde van Frankrijk in 1996) en is een voortzetting van Memory Card-home Jack & Jones en Tiscali met als cosponsor CSC en later van Team CSC. De ploeg is deelnemer van de UCI World Tour. De ploeg won in zowel 2005, 2006, 2007 en 2008 het ploegenklassement van de UCI ProTour.

## Geschiedenis
Saxo Bank staat bekend als een ploeg die erg allround is; op elk vlak heeft de ploeg wel een topper of een sub-topper. In 2003 won Tyler Hamilton de eerste "Monument" voor het team, Luik-Bastenaken-Luik. In 2006 werd, na veel podiumplaatsen, de eerste grote ronde gewonnen; Ivan Basso werd eindwinnaar van de Ronde van Italië. Fabian Cancellara won eerder dat jaar Parijs-Roubaix. In 2008 voegde de Zwitser een zege in Milaan-San Remo daar bij, en in 2010 pakte hij de dubbel Ronde van Vlaanderen-Parijs-Roubaix. De Luxemburger Andy Schleck was in 2009 ook de beste in Luik-Bastenaken-Luik.
Het jaar 2008 was uiterst succesvol. In de Ronde van Frankrijk 2008 werd kopman Carlos Sastre eindwinnaar, won Andy Schleck de witte trui voor de beste jongere en won men het ploegenklassement. Bovendien werd Cancellara olympisch kampioen tijdrijden in Beijing.
Medio maart 2008 maakte het Amerikaanse IT-bedrijf CSC bekend aan het einde van dat wielerseizoen te zullen stoppen als sponsor van het team, om zich op andere sponsoractiviteiten te gaan richten. Het Deense bedrijf Saxo Bank werd de hoofdsponsor van de ploeg vanaf 2009 en pronkte vanaf de Ronde van Frankrijk van 2008 als cosponsor op de shirtjes van Team CSC. Na 2010 krijgt Team Saxo Bank er een titelsponsor bij: Sungard. Het werd het Team Saxo Bank-Sungard. Eind 2011 werd bekendgemaakt dat vanaf seizoen 2012 Saxo Bank opnieuw de enige sponsor van het team zou zijn.. Sinds 25 juni 2012 echter is de Russische Tinkoff online-bank medesponsor van de ploeg.
Door de twee jaar schorsing van Alberto Contador waartoe hij op 6 februari 2012 door het TAS veroordeeld werd, kwam de positie van de Saxo Bank als UCI World Tourploeg in het gedrang, aangezien Contador 68% van de punten vertegenwoordigt die nodig zijn voor de erkenning als World Tourploeg. De UCI maakte later bekend dat Team Saxo Bank voor de rest van het seizoen deel uit zou maken van de UCI World Tour.
Nadat Alberto Contador bij zijn terugkeer de Ronde van Spanje won, heeft Saxo Bank alle grote rondes gewonnen, met Ivan Basso de Giro in 2006, Carlos Sastre de Tour in 2008 en Alberto Contador de Vuelta in 2012. Ook won Andy Schleck de Tour in 2010 na de diskwalificatie van Contador.
In 2015 werd Peter Sagan nog eens wereldkampioen op de weg.

## Belangrijke overwinningen sinds 2001
- Clásica San Sebastián 2001 en 2002, Laurent Jalabert
- Parijs-Tours 2002, Jakob Piil
- Luik-Bastenaken-Luik 2003, Tyler Hamilton
- Parijs-Nice 2005, Bobby Julich
- Eneco Tour 2005, Bobby Julich
- Parijs-Roubaix 2006, Fabian Cancellara
- Amstel Gold Race 2006, Fränk Schleck
- Ronde van Italië 2006,  Ivan Basso
- UCI ProTour Ploegentijdrit Eindhoven 2006 en 2007
- Ronde van Duitsland 2006 en 2007, Jens Voigt
- Parijs-Roubaix 2007, Stuart O'Grady
- Tirreno-Adriatico 2008, Fabian Cancellara
- Milaan-San Remo 2008, Fabian Cancellara
- Ronde van Frankrijk 2008,  Carlos Sastre
- Luik-Bastenaken-Luik 2009, Andy Schleck
- Ronde van Zwitserland 2009, Fabian Cancellara
- Wereldkampioenschap tijdrijden 2009  Fabian Cancellara
- Ronde van Oman 2010, Fabian Cancellara
- Dwars door Vlaanderen 2010, Matti Breschel
- E3 Prijs Vlaanderen 2010 , Fabian Cancellara
- Ronde van Vlaanderen 2010, Fabian Cancellara
- Parijs-Roubaix 2010, Fabian Cancellara
- Ronde van Zwitserland 2010, Fränk Schleck
- Ronde van Frankrijk 2010,  Andy Schleck
- Dwars door Vlaanderen 2011, Nick Nuyens
- Ronde van Vlaanderen 2011, Nick Nuyens
- Ronde van Spanje 2012 , Alberto Contador
- Amstel Gold Race 2013, Roman Kreuziger
- 12 etappes in de Ronde van Italië
- 20 etappes in de Ronde van Frankrijk
- 9 etappes in de Ronde van Spanje

## Grote rondes
| Jaar | Ronde van Italië                     | Ronde van Italië                            | Ronde van Frankrijk                                     | Ronde van Frankrijk                                       | Ronde van Spanje         | Ronde van Spanje                   |
| Jaar | hoogste klassering                   | etappewinst                                 | hoogste klassering                                      | etappewinst                                               | hoogste klassering       | etappewinst                        |
| ---- | ------------------------------------ | ------------------------------------------- | ------------------------------------------------------- | --------------------------------------------------------- | ------------------------ | ---------------------------------- |
| 2000 | geen deelname                        | geen deelname                               | 36e Bo Hamburger                                        |                                                           | geen deelname            | geen deelname                      |
| 2001 | geen deelname                        | geen deelname                               | 19e Laurent Jalabert                                    | 4e en 7e Laurent Jalabert                                 | geen deelname            | geen deelname                      |
| 2002 | 2e Tyler Hamilton                    | 14e Tyler Hamilton                          | 10e Carlos Sastre Laurent Jalabert                      |                                                           | geen deelname            | geen deelname                      |
| 2003 | geen deelname                        | geen deelname                               | 4e Tyler Hamilton 9e Carlos Sastre                      | 10e Jakob Piil 13e Carlos Sastre 16e Tyler Hamilton       | 24e Manuel Calvente      |                                    |
| 2004 | geen deelname                        | geen deelname                               | 3e Ivan Basso 8e Carlos Sastre                          | 12e Ivan Basso                                            | 6e Carlos Sastre         |                                    |
| 2005 | 28e Ivan Basso                       | 8e David Zabriskie 17e en 18e Ivan Basso    | 2e Ivan Basso                                           | 1e David Zabriskie                                        | 2e Carlos Sastre         | 18e Nicki Sørensen                 |
| 2006 | Ivan Basso                           | 5e Ploegentijdrit 8e, 16e en 20e Ivan Basso | 3e Carlos Sastre                                        | 13e Jens Voigt 15e Fränk Schleck                          | 4e Carlos Sastre         | 1e Ploegentijdrit                  |
| 2007 | 2e Andy Schleck                      | 8e Kurt-Asle Arvesen                        | 4e Carlos Sastre                                        | Proloog en 3e Fabian Cancellara                           | 2e Carlos Sastre         |                                    |
| 2008 | 14e Gustav Larsson                   | 18e Jens Voigt                              | Carlos Sastre 6e Fränk Schleck Andy Schleck             | 11e Kurt-Asle Arvesen 17e Carlos Sastre                   | 3e Carlos Sastre         | 21e Matti Breschel                 |
| 2009 | 20e Lars Bak                         |                                             | 2e Andy Schleck 5e Fränk Schleck Andy Schleck           | 1e Fabian Cancellara 12e Nicki Sørensen 17e Fränk Schleck | 31e Aleksandr Kolobnev   | 1e en 7e Fabian Cancellara         |
| 2010 | 7e Richie Porte                      | 8e Chris Anker Sørensen 21e Gustav Larsson  | Andy Schleck                                            | Proloog en 19e Fabian Cancellara 8e en 17e Andy Schleck   | 5e Fränk Schleck         |                                    |
| 2011 | Alberto Contador 28e Jesús Hernández | 9e en 16e Alberto Contador                  | 5e Alberto Contador 37e Chris Anker Sørensen            |                                                           | 12e Chris Anker Sørensen | 16e Juan José Haedo                |
| 2012 | 63e Volodymyr Hoestov                |                                             | 14e Chris Anker Sørensen                                |                                                           | Alberto Contador         | 17e Alberto Contador               |
| 2013 | 7e Rafał Majka                       |                                             | 4e Alberto Contador 5e Roman Kreuziger                  |                                                           | 5e Nicolas Roche         | 2e Nicolas Roche 6e Michael Mørkøv |
| 2014 | 6e Rafał Majka                       | 11e en 20e Michael Rogers                   | 26e Michael Rogers Rafał Majka                          | 14e en 17e Rafał Majka 15e Michael Rogers                 | Alberto Contador         | 16e en 20e Alberto Contador        |
| 2015 | Alberto Contador                     |                                             | 5e Alberto Contador Peter Sagan                         | 11e Rafał Majka                                           | Rafał Majka              | 3e Peter Sagan                     |
| 2016 | 5e Rafał Majka                       |                                             | Peter Sagan Rafał Majka Peter Sagan 10e Roman Kreuziger | 2e , 11e en 16e Peter Sagan                               | 4e Alberto Contador      |                                    |